# Suō no Naishi
Suō no Naishi (周防内侍?   ¿1037? - ¿1109?) fue una poetisa y cortesana japonesa que vivió a finales de la era Heian. Su padre fue Taira no Munenaka y su madre fue Minamoto no Masamoto. Su nombre de nacida fue Taira no Chūshi (平仲子?).

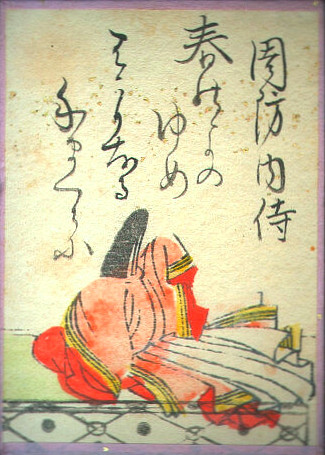
Suō no Naishi, en el Hyakunin Isshu.

Fue sirviente en la Corte durante los reinados del Emperador Go-Reizei, del Emperador Go-Sanjō, del Emperador Shirakawa y del Emperador Horikawa. Hacia 1108 sufre una enfermedad y decide convertirse en una monja budista, aunque posteriormente fallece (algunas fuentes indican que murió en 1111).
Participó de manera regular en los concursos de waka. Algunos de sus poemas waka fueron incluidos en la antología Goshūi Wakashū; también coleccionó personalmente sus poemas en el Suō no Naishi-shū (周防内侍集?). También está incluida en las listas antológicas de las treinta y seis mujeres inmortales de la poesía y del Hyakunin Isshu.